# Whitney Toyloy
 (août 2012).
Si vous disposez d'ouvrages ou d'articles de référence ou si vous connaissez des sites web de qualité traitant du thème abordé ici, merci de compléter l'article en donnant les références utiles à sa vérifiabilité et en les liant à la section « Notes et références ».
Whitney Toyloy, née le 21 juillet 1990 à Yverdon-les-Bains, est un mannequin suisse. Elle est élue Miss Suisse en 2008. 

## Biographie
Elle a été élue Miss Suisse à l'âge de 18 ans le 27 septembre 2008, succédant à Amanda Ammann. Elle était alors gymnasienne (lycéenne) dans la section philosophie-psychologie, à un an de la maturité gymnasiale. Elle mesure 177 cm et affiche 82-60-90.
Pour sa candidature de Miss Suisse, la Vaudoise se présentait comme une candidate incarnant une Suisse multiculturelle et ouverte sur le reste du monde. Quelque temps après son élection, elle est victime de propos racistes, notamment par le PNOS (Parti nationaliste suisse) qui la traitait d'« abcès » et affirmait : « Quelqu'un qui a des racines helvétiques ne ressemble pas à Toyloy ».
En été 2009, sa relation fortement médiatisée avec le zurichois Carl Hirschmann lui vaut une fin de règne sulfureuse. 
Whitney participe à l'élection de Miss Univers, où elle se classe dans le top 10. Elle rencontre a ce concours Miss France 2009, Chloé Mortaud avec qui elle devient amie, toutes deux font partie du Top 10 de Miss Univers, et à la suite de l'élection elles restent en contact ; en 2013, elles font la couverture dans un magazines américain, des femmes européennes ayant des origines afro-américaines.
En 2015 elle s'engage dans la lutte contre la carence en fer, maladie dont elle a elle-même souffert[réf. nécessaire].